# Neoptólemo I do Epiro
Neoptólemo I (em grego:  Νεοπτόλεμος Α' Ηπείρου; 370 a.C. — 357 a.C.) foi um rei do Epiro, e o pai de Olímpia do Epiro, a mãe de Alexandre, o Grande.
Segundo Pausânias, Neoptólemo e Arribas eram irmãos, filhos de Alcetas I do Epiro, filho de Tharypus, descendente de Pirro, filho de Aquiles; quinze gerações separam Thapyrus de Pirro, filho de Aquiles.  Neoptólemo I foi o pai de Olímpia  e de Alexandre I de Epiro, e Arribas o pai de Eácides I, pai de Pirro, o famoso rei do Epiro que lutou contra Roma.
Os reis do Epiro descendiam de Pielo, filho de Pirro e Andrómaca,e o Epiro teve apenas um rei, desde sua conquista por Molosso, filho de Pirro e Andrómaca, até o reinado de Alcetas I. Com a morte deste, seus filhos disputaram o trono, e concordaram em dividir o poder, reinando juntos.
Segundo Juniano Justino, Olímpia, filha de Neoptólemo I, era prima-irmã de Arribas. Arribas se casou com Troas, irmã de Olímpia, e foi Arribas que criou a princesa Olímpia. O casamento de Olímpia com Filipe II da Macedónia, promovido por Arribas, acabou sendo sua ruína, pois Filipe o depôs e ele terminou seus dias no exílio.